# Acasis viridata
Acasis viridata är en fjärilsart som beskrevs av Alpheus Spring Packard 1873. Acasis viridata ingår i släktet Acasis och familjen mätare. Inga underarter finns listade i Catalogue of Life.